# 巴巴多斯黑腹綿羊
巴巴多斯黑腹綿羊是一種在加勒比海地區發展出來的肉用綿羊。1904年被引進美國。
與其他綿羊不同，它非常適應熱帶的環境，長的不是羊毛而是粗糙的毛髮，而且較能適應較差的飼料，抗病力強。而在寒冷的地區，它們會長出在春天脫落的羊毛。它們能全年繁殖，也是與一般綿羊不同的。缺點是繁殖較慢、體型較小，故在商業上不大受歡迎。